# Александар Живковић (фудбалер, 1912)
Александар Живковић (Орашје, 25. децембар 1912 — Загреб, 25. фебруар 2000) био је југословенски и хрватски фудбалер.

## Биографија и каријера
Рођен је 25. децембра 1912. године у Кострчу, Орашје. Каријеру је започео у ХШК Конкордија, за коју је играо од 1928. до 1931. године и са којом освојио Првенство Југославије 1930. године. У периоду од 1931. до 1932. године играо је за швајцарски Грасхопер и са њим освојио куп 1932. године. Након тога играо је за 1. ХШК Грађански у периоду од 1932. до 1935. године, Рејсинг клуб Француска од 1935. до 1938. године и за Сошо, од 1938. до 1939. године. Каријеру је окончао у загребачком Грађанском, 1941. године. Био је један од најбољих стрелаца Првенства Југославије, у периоду од 1929. до 1935. године постигао је 34. гола. Био је најбољи стрелац Балканског купа за репрезентације 1932. године са пет постигнутих голова.
За фудбалску репрезентацију Југославије одиграо је петнаест утакмица и постигао исто толико голова. У државном тиму дебитовао је 2. августа 1931. године против селекције Чехословачке у Београду и већ тада се уписао у листу стрелаца. Последњу утакмицу за Југославију одиграо је 6. септембра 1935. године, такође против селекције Чехословачке у Београду.
За репрезентацију Хрватске одиграо је једну утакмицу, 8. децембра 1940. године против репрезентације Мађарске. Наступао је пет пута за репрезентацију Загреба.
Описан је као један од најбољих загребачких и југословенских фудбалера пре Другог светског рата, висок, витак, продоран и техничар елегантних покрета, велики љубимац навијача.
За време Другог светског рата био је у дипломатији НДХ у Берлину и Букурешту, а након 1945. године живео је у Јужној Африци, све до 1993. године када се вратио у Хрватску. Преминуо је 25. фебруара 2000. године у Загребу, а сахрањен је на гробљу Мирогој.